# República Socialista Soviética Uzbeque
A República Socialista Soviética Uzbeque (em usbeque: Ўзбекистон Совет Социалистик Республикаси; romaniz.: Oʻzbekiston Sovet Sotsialistik Respublikasi; em russo: Узбекская Советская Социалистическая Республика; Uzbekskaya Sovetskaya Sotsialisticheskaya Respublika), também conhecida como Uzbequistão Soviético, foi uma das repúblicas constituintes da União Soviética. Era um país duplamente encravado da Ásia Central soviética, fazendo fronteira ao norte com a RSS Cazaque, a sudeste com a RSS Tajique, a nordeste com a RSS Quirguiz, ao sul com o Afeganistão e a sudoeste com a RSS Turcomena.
Em 1924, foi criada a República Soviética Socialista Uzbeque, constituindo uma das cinco repúblicas fundadas no território de três repúblicas extintas; passou a integrar a URSS no ano seguinte. Diversas mudanças territoriais e subdivisionais foram feitas no decorrer de sua história, destacando-se a proclamação da RSS Tajique — cujo território antes compunha a RSS Uzbeque — e a incorporação da RSSA Caracalpaque, que antes pertencia à RSS Cazaque. Em 1990, a RSS Uzbeque declarou sua soberania estatal sobre suas fronteiras. No ano seguinte, foi renomeada República do Uzbequistão, declarando sua independência três meses antes da dissolução da União Soviética em 26 de dezembro de 1991. Uma nova constituição do país foi adotada em 1992.
Foi governada pelo braço uzbeque do Partido Comunista da União Soviética, único partido político legal no país, durante toda a sua existência. Seu sistema de governo, à semelhança das demais repúblicas soviéticas, era o republicanismo socialista unipartidário, na qual o Primeiro Secretário do Comitê Central do Partido Comunista do Uzbequistão era o chefe do partido, o Presidente do Presidium do Soviete Supremo Uzbeque era o chefe de Estado e o Presidente do Conselho de Ministros era o chefe de governo.

## Etimologia
Uzbequistão significa literalmente "lar dos livres", a partir da junção das palavras uz, que significa  "próprio", bek, que significa "mestre", em túrcico, e -tão, que significa "terra" em persa. Oficialmente, o nome República Socialista Soviética Uzbeque foi definido pelas constituições soviéticas de 1936 e 1977.

## História
Em 1924, as fronteiras internas da Ásia Central foram redefinidas de acordo com os critérios étnicos determinados por Josef Stalin, Comissário para as Nacionalidades no governo de Vladimir Lenin. A RSSA do Turquestão, a RPS de Bucara e a RSP Corásmia foram abolidas e seus territórios foram divididos em cinco repúblicas soviéticas separadas, sendo uma delas a República Soviética Socialista Uzbeque, criada no dia 27 de outubro de 1924. No ano seguinte, a RSS Uzbeque tornou-se parte da União Soviética.
A RSS Uzbeque incluía a RSSA Tajique até 1929, quando esta foi elevada ao mesmo status que aquela, tornando-se a RSS Tajique. Em 1930, a capital da RSS Uzbeque mudou de Samarcanda para Tasquente. Em 1936, incorporou a RSSA Caracalpaque, que antes pertencia à RSS Cazaque, durante os últimos estágios das delimitações fronteiriças da URSS. Em dezembro do mesmo ano, foi renomeada República Socialista Soviética Uzbeque. Vários pequenos territórios foram transferidos entre a RSS Uzbeque e a RSS Cazaque após a Segunda Guerra Mundial.
Durante a Segunda Guerra Mundial, diversas indústrias foram realocadas de locais considerados vulneráveis na URSS ocidental para a RSS Uzbeque, com o propósito de mantê-las seguras; muitos russos, ucranianos e pessoas das mais diferentes nacionalidades migraram junto com as fábricas, alterando, de certa forma, a demografia da região. O panorama demográfico foi mais alterado ainda quando Stalin deportou grupos étnicos suspeitos de colaborar com as potências do Eixo de outras partes da União Soviética para a RSS Uzbeque; dentre esses grupos étnicos, podem se citar coreanos, tártaros da Crimeia e chechenos.
No período soviético, o islã foi uma das principais vítimas das políticas antirreligiosas das autoridades comunistas. Entretanto, o analfabetismo foi praticamente erradicado no país, mesmo em áreas rurais. Uma grande iniciativa, que depois viria a ter um impacto catastrófico, foi o impulso dado pelo governo, no começo da década de 1960, para aumentar substancialmente a produção de algodão na república. Este projeto incentivou retiradas excessivas de água do Amu Dária, para irrigação das plantações, e teve papel fundamental no desastre ecológico do mar de Aral.
O braço uzbeque do Partido Comunista da União Soviética era o único partido político permitido pela lei na RSS Uzbeque até 1990. O Primeiro Secretário do Partido Comunista do Uzbequistão era sempre um uzbeque. Sharof Rashidov foi quem serviu por mais tempo como líder da república, sendo Primeiro Secretário de 1959 a 1983. Islam Karimov, líder do partido desde 1989 (e posteriormente líder do sucessor deste partido, o Partido Democrático Popular), tornou-se presidente da RSS Uzbeque em 1990. No dia 20 de junho de 1990, o Soviete Supremo adotou a Declaração de Soberania Estatal da RSS Uzbeque, poucos dias após a RSFS Russa adotar a sua declaração.

### Independência
Em março de 1991, a RSS Uzbeque participou do referendo que propunha o Tratado da União dos Estados Soberanos. O efeito do referendo nunca tornou-se real, após a tentativa de golpe de Estado na União Soviética em 1991. Posteriormente, a RSS Uzbeque foi renomeada República do Uzbequistão e declarou sua independência em 31 de agosto de 1991, permanecendo parte da URSS até 26 de dezembro de 1991. Com a dissolução da União Soviética, o Uzbequistão tornou-se uma nação independente, porém ainda sob a constituição soviética de 1977. Em 29 de dezembro de 1991, foi realizado um referendo no qual 98,3% dos uzbeques optaram pela independência. No dia 28 de dezembro de 1992, uma nova constituição foi adotada.

## Política
A RSS Uzbeque, assim como as demais repúblicas soviéticas, definia-se como uma república socialista unipartidária, na qual o Primeiro Secretário do Comitê Central do Partido Comunista do Uzbequistão era o chefe do partido, o Presidente do Presidium do Soviete Supremo era o chefe de Estado e o Presidente do Conselho de Ministros era o chefe de governo, em um sistema onde o único partido político permitido pela lei, o Partido Comunista do Uzbequistão era um braço do Partido Comunista da União Soviética. O poder executivo era exercido pelo governo e o poder legislativo pelas sessões em Tasquente do Soviete Supremo.

## Subdivisões

### Lista de mudanças
- 27 de outubro de 1924: criação da República Socialista Soviética Uzbeque.
- 15 de outubro de 1929: A RSSA Tajique[1] e a região no entorno de Cujanda separaram-se para formar a República Socialista Soviética Tajique.
- 5 de dezembro de 1936: A República Socialista Soviética Autônoma Caracalpaque, que antes pertencia à República Socialista Soviética Cazaque, junta-se à RSS Uzbeque.
- 16 de fevereiro de 1963: O oblast de Sir Dária é formado.[2]
- 29 de dezembro de 1973: O oblast de Jizaque separa-se do oblast de Samarcanda.[1]
- 20 de abril de 1982: O oblast de Navoi separa-se do oblast de Bucara.[1]

### 1924–1938
Em seus primeiros anos de existência, USS Uzbeque apresentava 10 regiões administrativas (okrugs), além de englobar a República Socialista Soviética Autônoma Tajique. A disposição delas está presente na tabela abaixo, que inclui um mapa da república do ano de 1927:
| | Okrug      | Capital | Território (km²)[b] | Habitantes[b] |
| --- | ---------- | ------- | ------------------- | ------------- |
| Andijã                                                                                               | Andijã     | 7 300   | 794 300             |               |
| Bucara                                                                                               | Bucara     | 16 100  | 389 800             |               |
| Zarafexã                                                                                             | Quermine   | 17 200  | 278 000             |               |
| Casca Dária                                                                                          | Carxi      | 29 900  | 343 400             |               |
| Samarcanda                                                                                           | Samarcanda | 19 100  | 526 000             |               |
| Surcã Dária                                                                                          | Termez     | 20 200  | 202 200             |               |
| Tasquente                                                                                            | Tasquente  | 14 000  | 672 300             |               |
| Fergana                                                                                              | Cocanda    | 11 000  | 674 100             |               |
| Cotexente                                                                                            | Cujanda    | 7 200   | 206 600             |               |
| Corásmia                                                                                             | Quiva      | 28 300  | 314 200             |               |
| RSSA Tajique[c]                                                                                      | Duchambé   | 135 600 | 827 100             |               |
| b.↑ Dados referentes a 1926. c.↑ Dentro da qual encontrava-se o Oblast Autônomo de Gorno-Badaquexão. |            |         |                     |               |

### 1938–1987
Segundo a constituição soviética de 1936:
A disposição destas regiões está presente na tabela abaixo, que inclui um mapa da república relativo a 1 de dezembro de 1938.
|                                     | Oblast     | Capital |
| ----------------------------------- | ---------- | ------- |
| Bucara                              | Bucara     |         |
| Samarcanda                          | Samarcanda |         |
| Tasquente                           | Tasquente  |         |
| Fergana                             | Fergana    |         |
| Corásmia                            | Urguenche  |         |
| RSSA Caracalpaque[d]                | Nucus      |         |
| d.↑ Incluía o okrug de Surcã Dária. |            |         |

### 1989–1991
De 1989 até a independência da RSS Uzbeque, sua configuração apresentava-se como a seguir (o mapa é relativo à União Soviética em 1989):
|                   | Oblast     | Capital |
| ----------------- | ---------- | ------- |
| Corásmia          | Urguenche  |         |
| Bucara            | Bucara     |         |
| Samarcanda        | Samarcanda |         |
| Casca Dária       | Carxi      |         |
| Surcã Dária       | Termez     |         |
| Jizaque           | Jizaque    |         |
| Sir Dária         | Gulistão   |         |
| Tasquente         | Tasquente  |         |
| Andijã            | Andijã     |         |
| Namangã           | Namangã    |         |
| Fergana           | Fergana    |         |
| RSSA Caracalpaque | Nucus      |         |

## Demografia
Durante a Segunda Guerra Mundial, as autoridades soviéticas redistribuíram várias indústrias das áreas vulneráveis a ataques nazistas na área ocidental para a RSS do Uzbequistão. Um grande número de russos, ucranianos, dentre outros grupos, foram junto com as fábricas, mudando, desta forma, a demografia do Uzbequistão. Tais mudanças foram possíveis através de deportações de grupos étnicos inteiros, suspeitos de colaborar com as potências do Eixo. Isto incluiu um grande número de coreanos, tártaros da Crimeia e chechenos.

## Economia
No começo da década de 1960 iniciaram-se as obras para, a partir do rio Amu Dária, possibilitar a irrigação de grandes extensões de terras de plantio que foram dedicadas, principalmente, à produção de algodão, transformando a União Soviética no maior produtor mundial daquela planta. No entanto, isto também provocou a diminuição drástica do fluxo de água para o mar de Aral, resultando em um desastre ecológico.